# آرت کراز
آرت کراز (انگلیسی: Art Cruz؛ زادهٔ ۲۷ مهٔ ۱۹۸۸) موسیقی‌دان اهل ایالات متحده آمریکا است. وی از سال ۲۰۰۸ میلادی تاکنون مشغول فعالیت بوده است.